# Gageo-do
Gageo-do (tudi Soheuksan-do in Majhni Heuksan-do) je naseljeni otok v Rumenem morju, ki je del Južne Koreje.
Sam otok spada pod administrativno okrožje Sinan (Džolanam-do). Z najbližjim mestom, Mokpo, ga povezuje trajekt. Otok ima površino 9,2 km2 in na njem živi okoli 470 prebivalcev. V bližini je  tudi večji otok Huksan-do.
Gageo-do je pomemben iz meteorološkega vidika, saj tu poteka skrajno južni del rumenomorskega hladnega morskega toka. Leta 2005 je Vlada Južne Koreje objavila načrte o vzpostavitvi stalne oceanografske raziskovalne baze na tem otoku.